# 파워 맥 G4 큐브
파워 맥 G4 큐브(Power Mac G4 Cube)는 애플 컴퓨터가 2000년 7월부터 2001년 사이 판매한 매킨토시 개인용 컴퓨터이다. 조너선 아이브가 설계한 큐브는 애플의 최고경영자 스티브 잡스가 강력하면서도 미니어처형인 데스크톱 컴퓨터에 관심을 가진 데에서 착안하였다. 애플의 디자이너들은 제품을 위한 새로운 기수들과 제조공법을 개발했다-클리어 아크릴 유리에 실장한 7.7인치(20cm) 큐빅 컴퓨터. 애플은 소비자형 아이맥 G3와 전문가용 파워 맥 G4 사이의 중간 제품 계열에 큐브를 위치시켰다. 큐브는 2000년 7월 19일 맥월드 엑스포에서 대중에게 발표되었다.